# Estructura reticular
Una estructura reticular o reticulada (también conocida como estructura de barras) está formada por un conjunto de barras interconectadas y entrecruzadas unidas por medio de nudos articulados o rígidos formando triángulos.
Un puente reticulado es un caso especial de estructura reticulada, un tipo de puente en celosía que utiliza muchos elementos diagonales pequeños y poco espaciados que forman una retícula. El puente de armadura de celosía fue patentado en 1820 por el arquitecto Ithiel Town.
Originalmente, era un diseño que permitía la construcción de un puente de cierta luz a partir de tablones relativamente pequeños, con la ventaja de que evitaba utilizar grandes piezas de madera muy costosas, y requería el empleo de mano de obra menos cualificada para su construcción. Este tipo de puente también se ha diseñado utilizando numerosos perfiles de hierro o de acero relativamente pequeños y ligeros. Los trabajadores de la construcción manipulan más fácilmente piezas pequeñas, pero el puente también requiere un mayor soporte adicional durante su ejecución. Una armadura de celosía simple transforma las cargas aplicadas en empujes, ya que el puente tenderá a cambiar de longitud bajo el efecto de las cargas verticales. Este efecto se contrarresta sujetando los miembros de la celosía a los cordones superior e inferior de la estructura, que son de mayor sección que los miembros diagonales de la celosía, pero que también pueden fabricarse a partir de elementos relativamente pequeños en lugar de emplear vigas grandes.
Cuando la estructura esté formada por nudos articulados, las barras solo trabajarán a esfuerzo axial (tracción o compresión), mientras que si los nudos son rígidos las barras trabajarán a esfuerzo axil, cortante y momento flector.

## Cercha Belfast

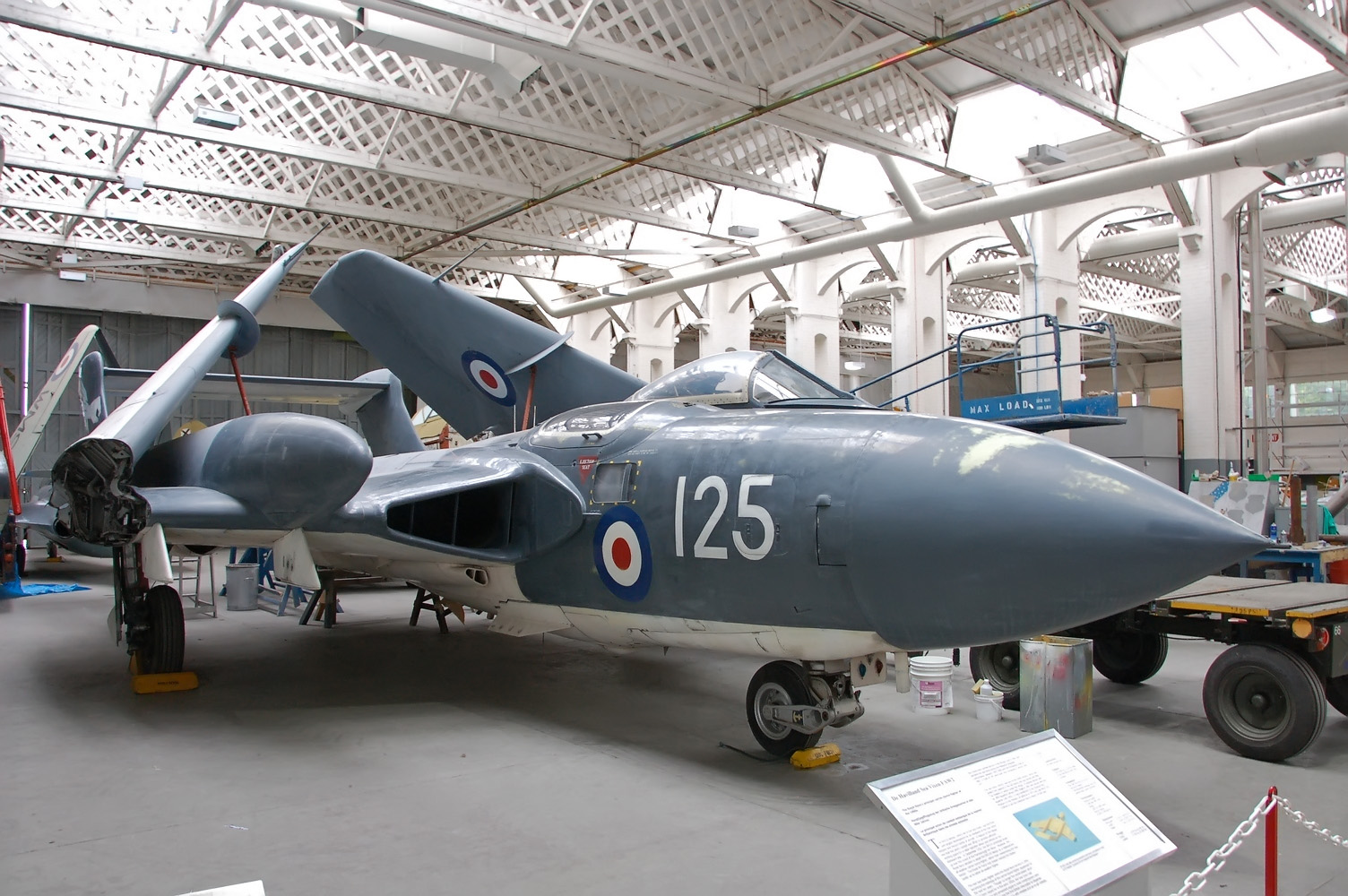
Cercha Belfast como soporte del techo en un hangar de aviones de la Primera Guerra Mundial, en el Museo Imperial de Guerra de Duxford

La cercha Belfast es un cruce entre la estructura de celosía de Town y un puente en celosía. Fue desarrollado en Irlanda como una viga de celosía de poco canto y de gran luz para estructuras industriales. McTear & Co de Belfast, Irlanda, comenzó a fabricar estas vigas de madera enlazadas con tornillería metálica alrededor de 1866. Para 1899, se habían logrado luces de 24 m y, en el siglo XX, los astilleros y los hangares de aviación exigían luces cada vez mayores.

## Puentes de celosía de madera

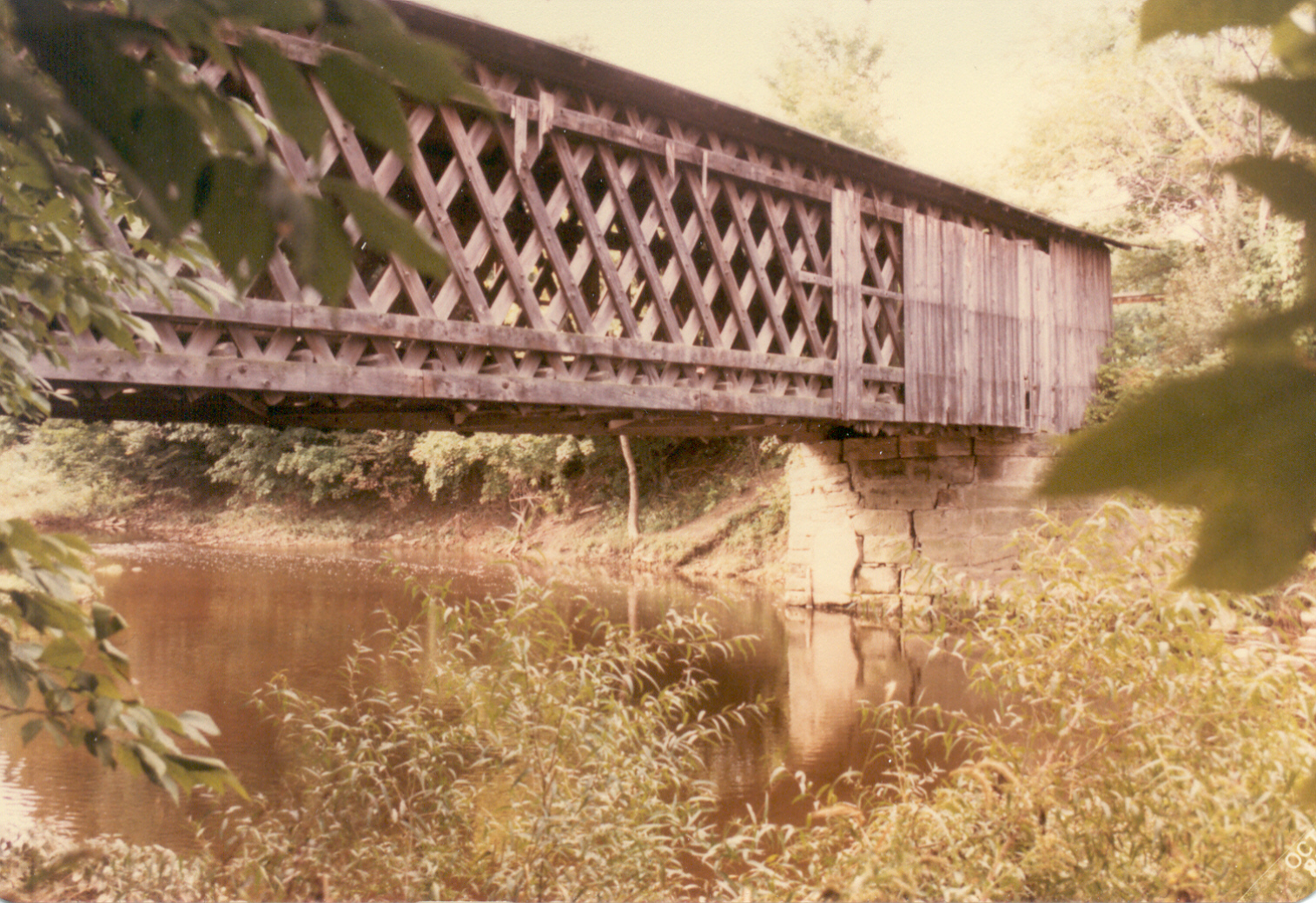
Puente cubierto de Root Road, en el condado de Ashtabula

- Puente cubierto de Bartonsville
- Puente cubierto Brown
- Puente cubierto Burt Henry
- Puente cubierto Cornish-Windsor
- Puente cubierto de Euharlee
- Puente cubierto de Kingsley
- Puente cubierto de Newton Falls, Newton Falls (Ohio)
- Puente cubierto de Poole's Mill
- Puente cubierto de Root Road
- Puente cubierto de Waterford
- Puente cubierto del Parque Estatak Watson Mill Bridge
- Puente cubierto de Windsor Mills
- Puente cubierto de Worrall
- Puente cubierto de Frankenfield
- Puente cubierto de Uhlerstown, Pensilvania
- Puente de Van Tran Flat
- Puente de Zehnder's Holz

## Puentes de celosía de hierro o acero
Howard Carroll construyó en 1859 el primer puente de celosía completamente de hierro forjado por encargo del Ferrocarril Central de Nueva York.
- Viaducto de Bennerley
- Puente en Brown Township
- Viaducto de Dowery Dell, también conocido como viaducto Hunnington o Frankley
- Puente ferroviario de Kew
- Puente ferroviario de Norwottuck
- Puente de Willow Creek (1913), en Condado de Pierce (Nebraska)
- Puente de Upper Slate Run (1890), una armadura de celosía 'quintangular' en el condado de Lycoming

| Ejemplos de estructuras reticuladas metálicas: |  |  |
|                                                |  |  |